# Strobilanthes longespicatus
Strobilanthes longespicatus är en akantusväxtart som beskrevs av Bunzo Hayata. Strobilanthes longespicatus ingår i släktet Strobilanthes och familjen akantusväxter. Inga underarter finns listade i Catalogue of Life.